# 箕面駅
箕面駅（みのおえき）は、大阪府箕面市箕面一丁目にある、阪急電鉄箕面線の終着駅である。阪急電鉄の鉄道駅のうち、標高が最も高い。駅番号はHK-59。

## 歴史
もともと箕面滝や瀧安寺を訪れる観光客の輸送を目的として箕面線が敷設されたため、現在の市街地の最も北端の山裾である箕面滝道の入り口に駅が設置された。
開業から大正期までは折り返しをラケット状のループ線で行っており、ポールの付け替えの手間を省いていた。ホームも乗降別に分かれており、ループ線外周の西側に降車ホーム、東側に乗車ホームが設けられていた。また、開業当時は石橋駅（現 : 石橋阪大前駅）
がデルタ線となっていたため、梅田から当駅まで来て折り返し、宝塚へ向かう電車も設定されたといわれている。ループ線内には運動場や「箕面公会堂」という劇場があったが、大正中期に宝塚市に移築されて「公会堂劇場」となり、宝塚少女歌劇の公演が行われるようになった。
かつては観光馬車が駅前に待機しており、箕面公園まで利用できた。

### 年表
- 1910年（明治43年）3月10日：箕面有馬電気軌道（現在の阪急電鉄）箕面線開通と同時に箕面公園駅（みのおこうえんえき）として開業[3][4][5]。阪急電鉄では最古の鉄道駅の1つ。
- 時期不詳（1931年 - 1932年ごろ）：箕面駅に改称[4]。
- 2011年（平成23年）3月27日：駅構内で足湯（もみじの足湯）が開業する[6]。
- 2013年（平成25年）12月21日：駅ナンバリング (HK-59) が導入される[7]。
- 2021年（令和3年）3月31日：もみじの足湯が営業を終了[8]。

## 駅構造
櫛形ホーム2面2線を有する地上駅である。ホーム有効長は8両編成分。駅舎（改札口）はホーム頭端部にある。トイレは1号線ホームにある。

### のりば
| 号線 | 路線    | 行先                                           |
| ---- | ------- | ---------------------------------------------- |
| 1・2 | ■箕面線 | 石橋阪大前・大阪（梅田）・宝塚・神戸・京都方面 |

1号線のみ両側をホームに挟まれており、島式タイプとなっている2号線側のホームを降車用として使用する。日中は1号線のみを使用している。朝夕ラッシュ時以降2号線に1本留置させている。
また、行楽シーズン時に線内折り返し臨時普通列車が運転される際も、2号線が使用される。

### もみじの足湯（営業終了）
駅構内、改札外に足湯（もみじの足湯）が設置されていた。足湯の隣には箕面の交通・観光案内所が併設され、箕面市内の観光案内および鉄道とバスの回数券、定期券の販売といった業務を行っていた。
また同じく駅構内に足湯を構える九州旅客鉄道（JR九州）の由布院駅および京福電気鉄道の嵐山駅と、「足湯三姉妹」と銘打った姉妹提携を行っていた。
2021年3月31日をもって営業を終了した。

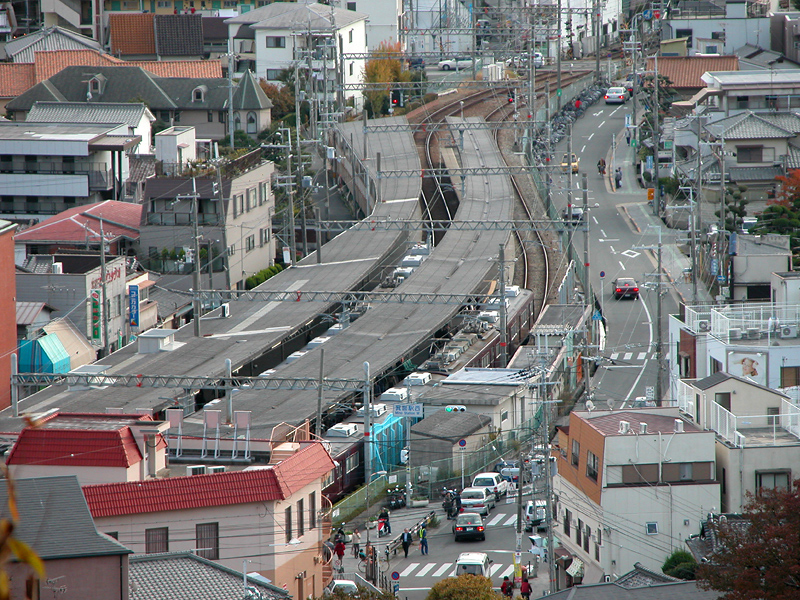
箕面駅 全景
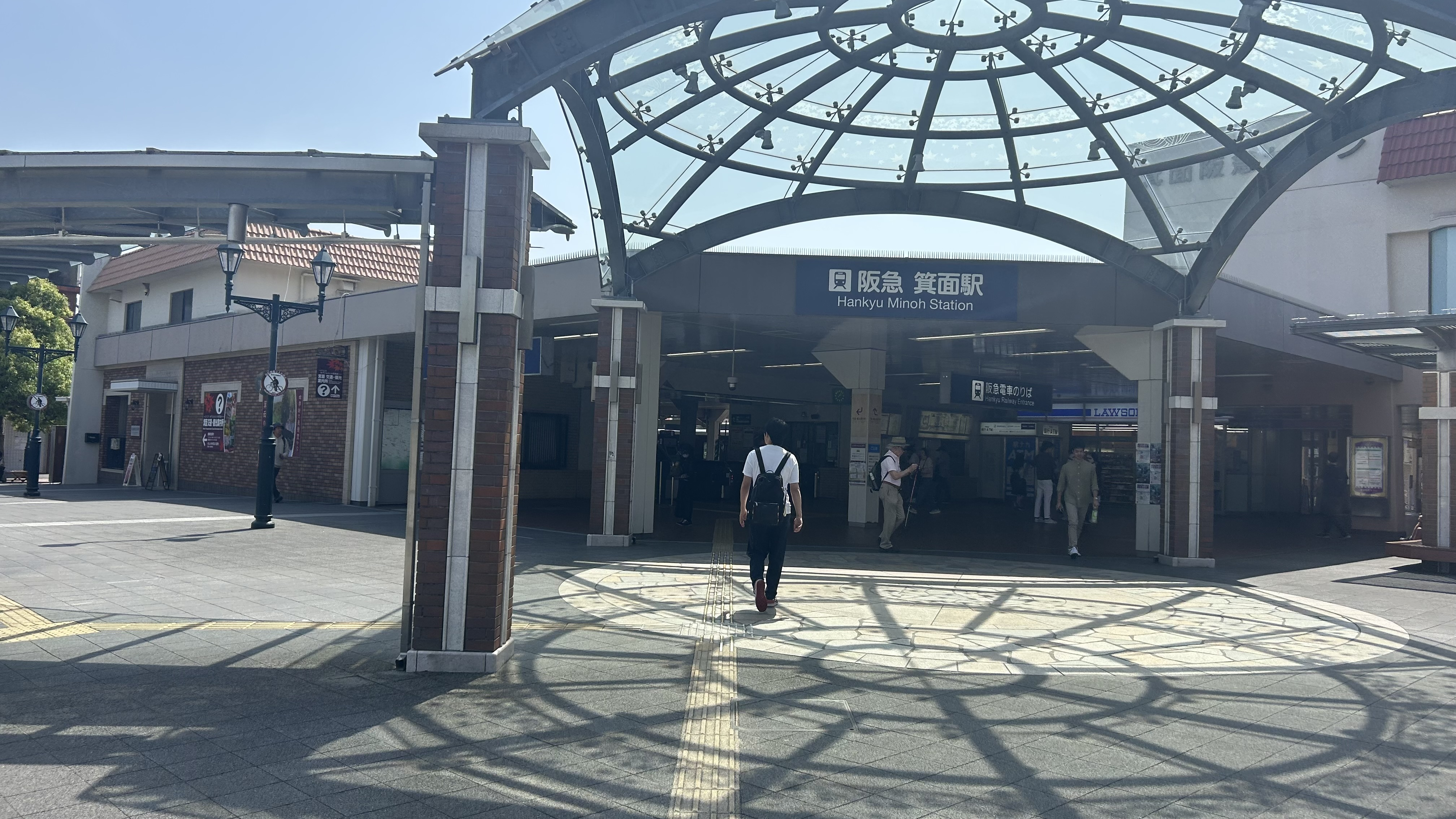
出入口
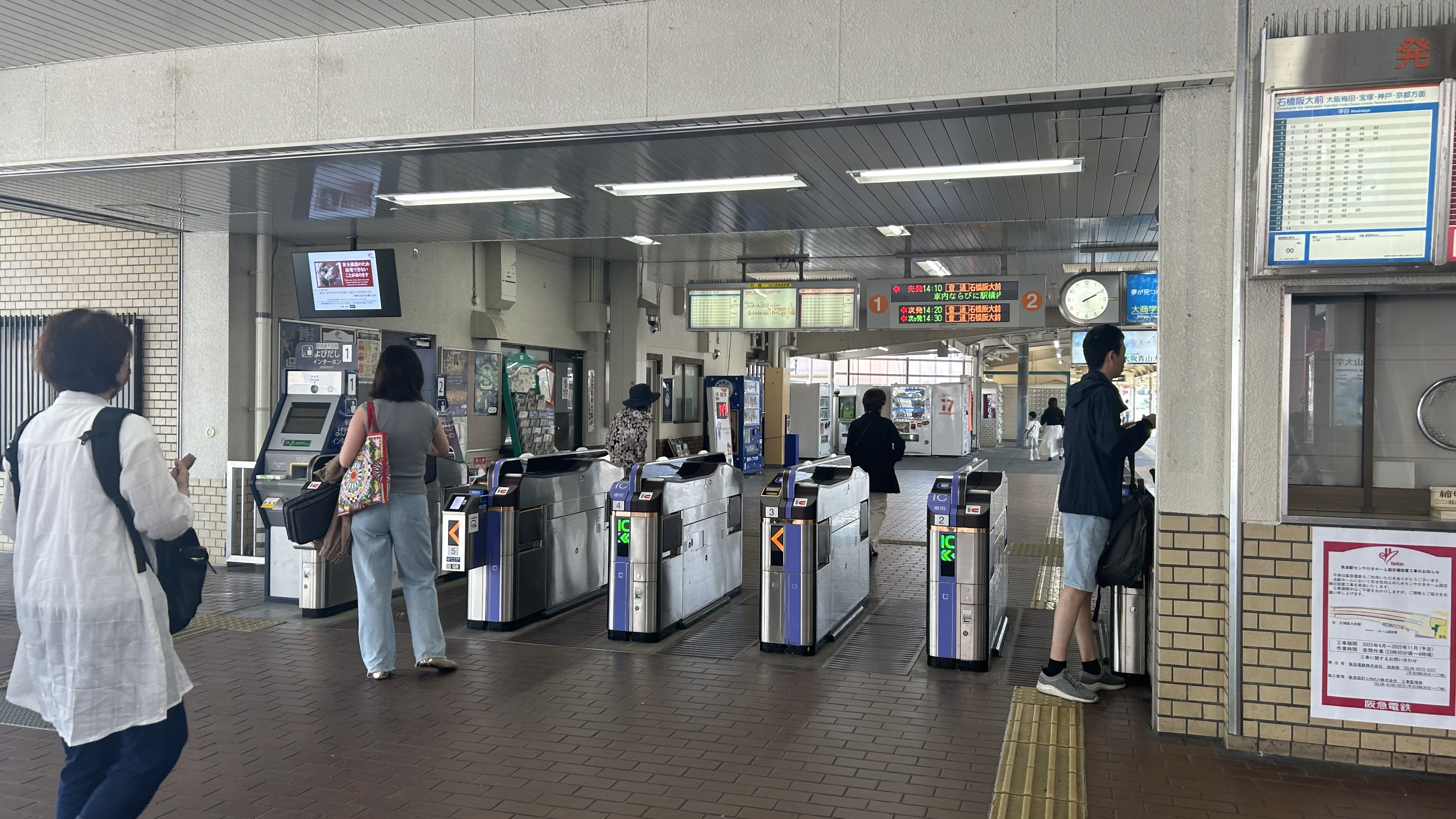
改札口
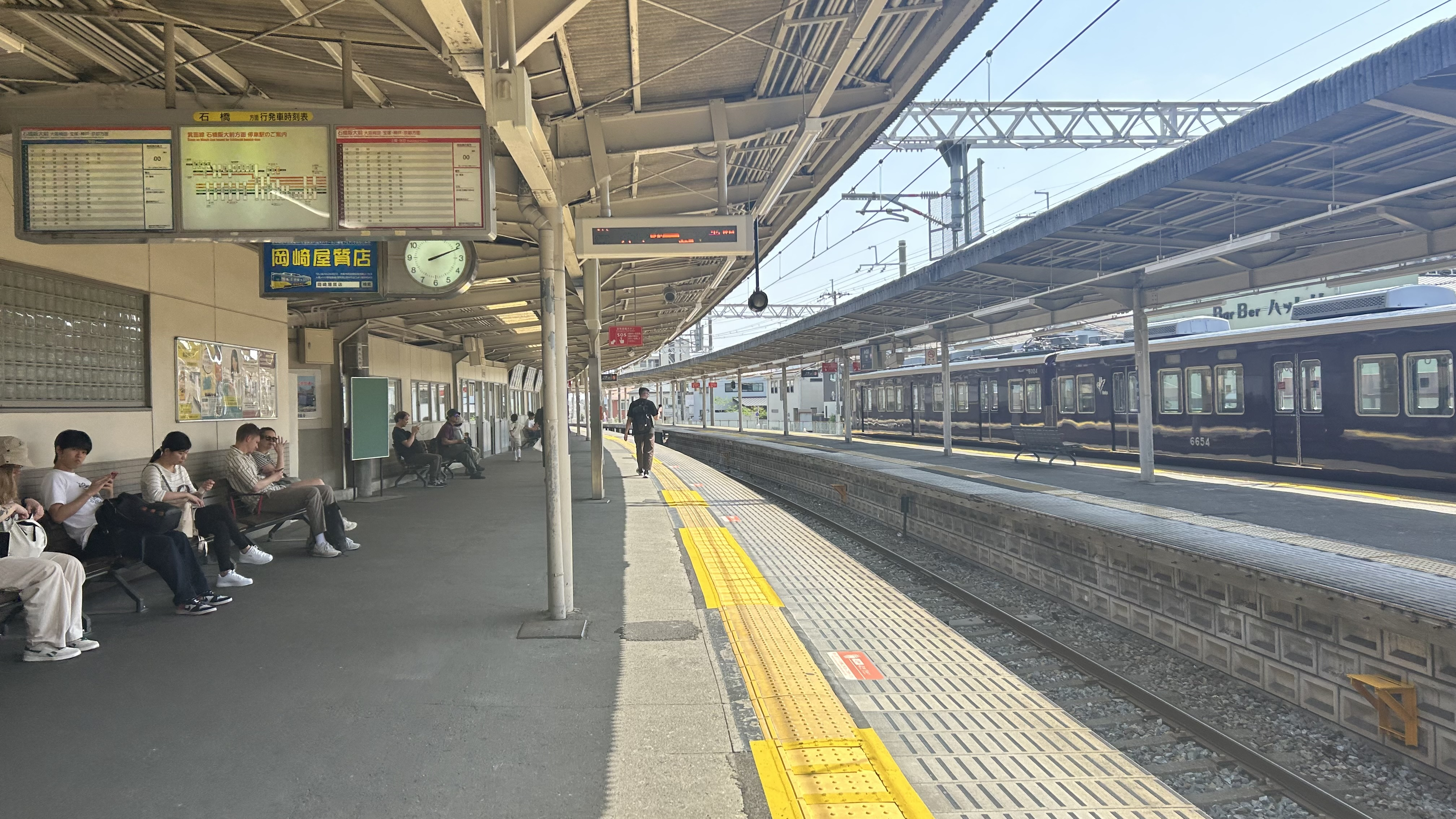
1号線ホーム
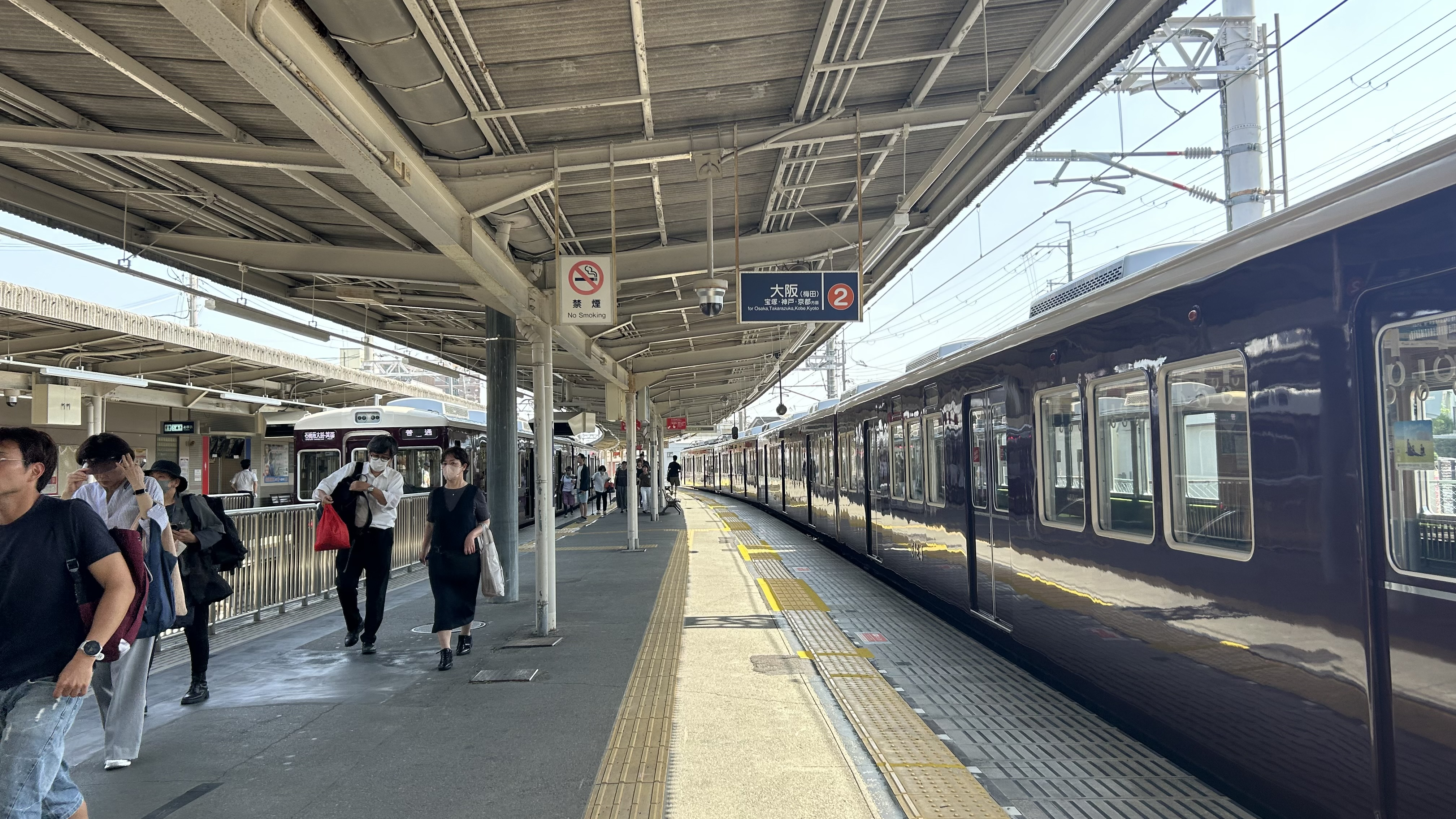
2号線ホーム
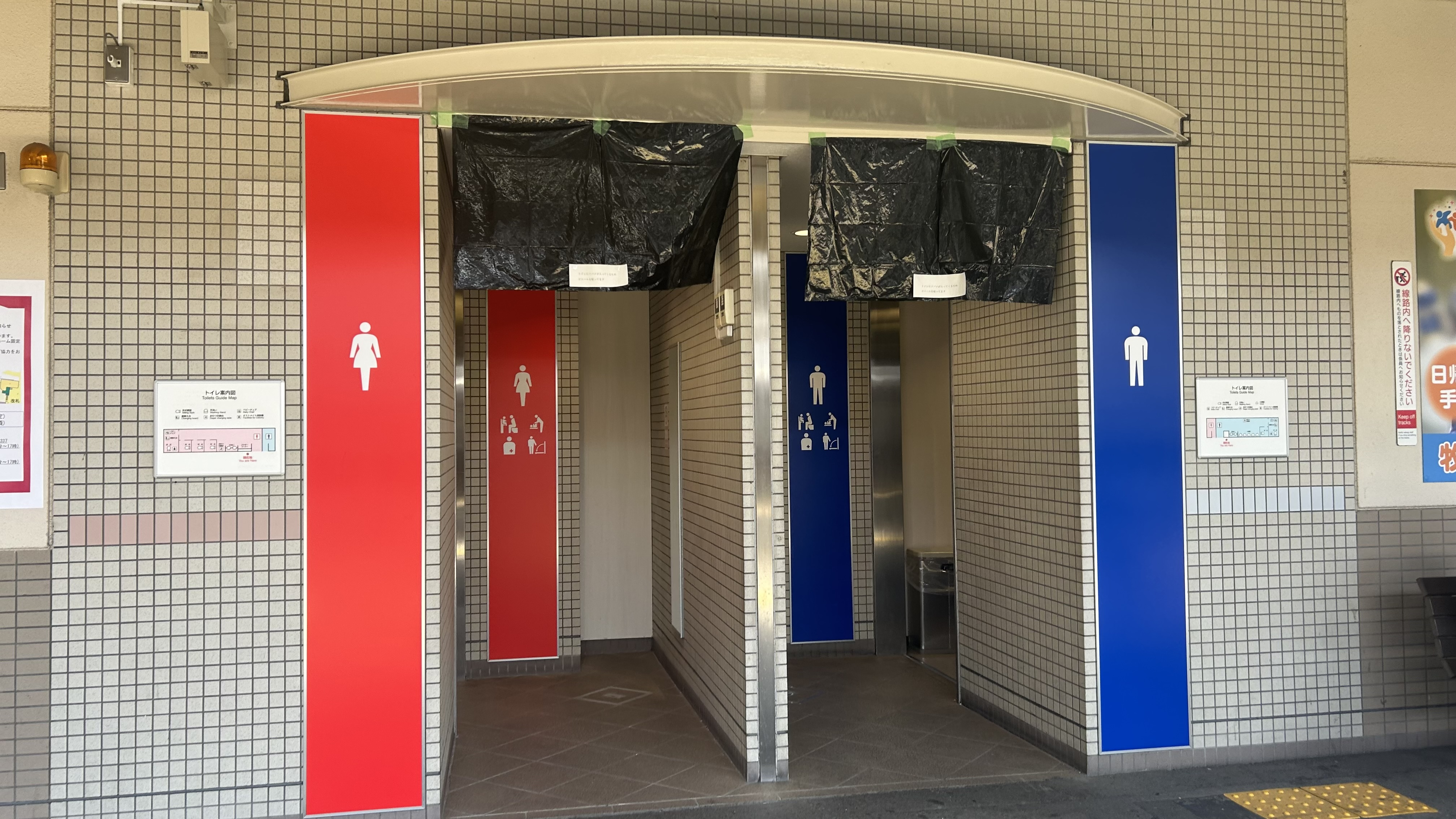
トイレ
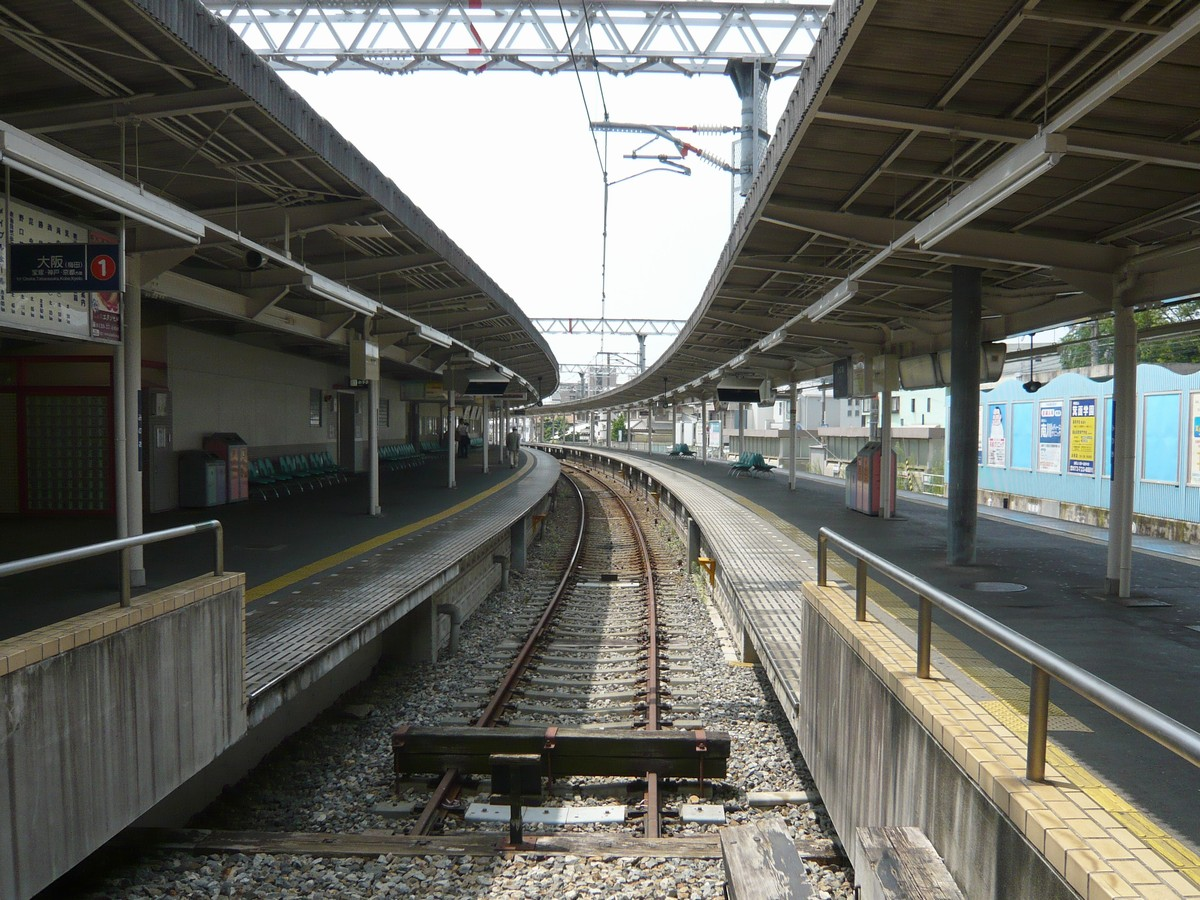
終着駅のため、車止めが設置されている
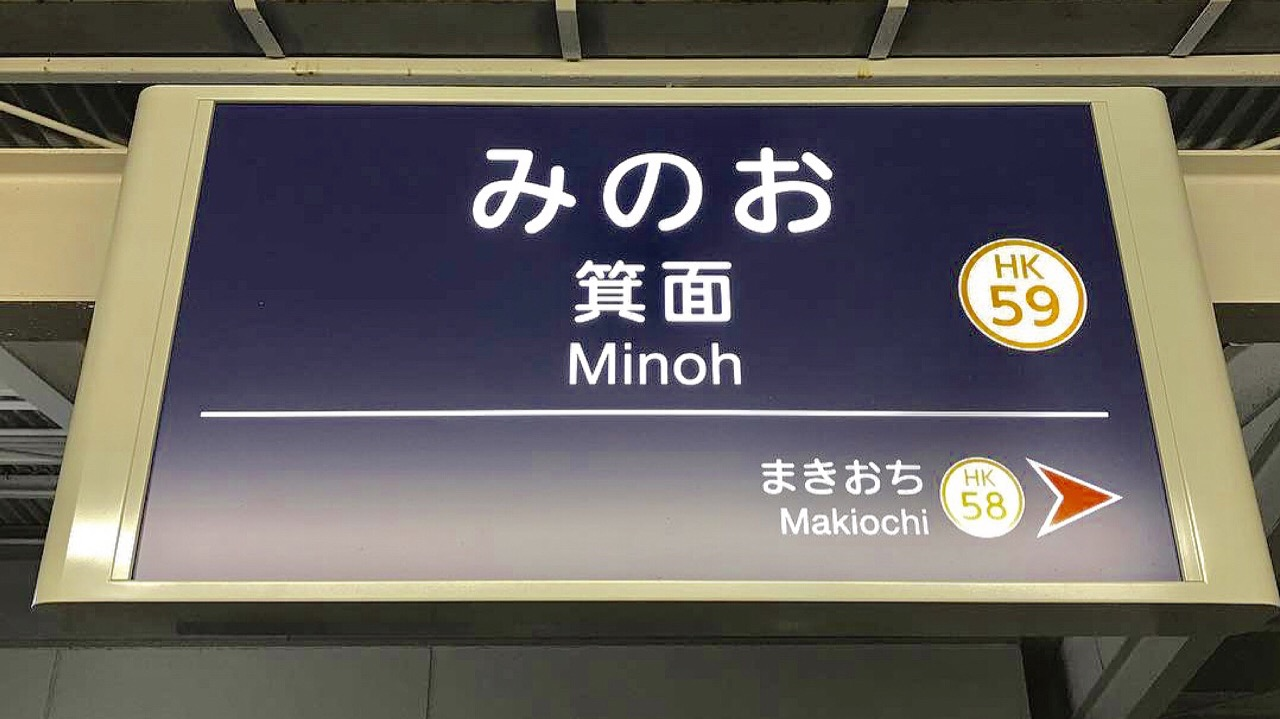
現在の駅名標。 ローマ字表記が「Minoh」に変更されている。
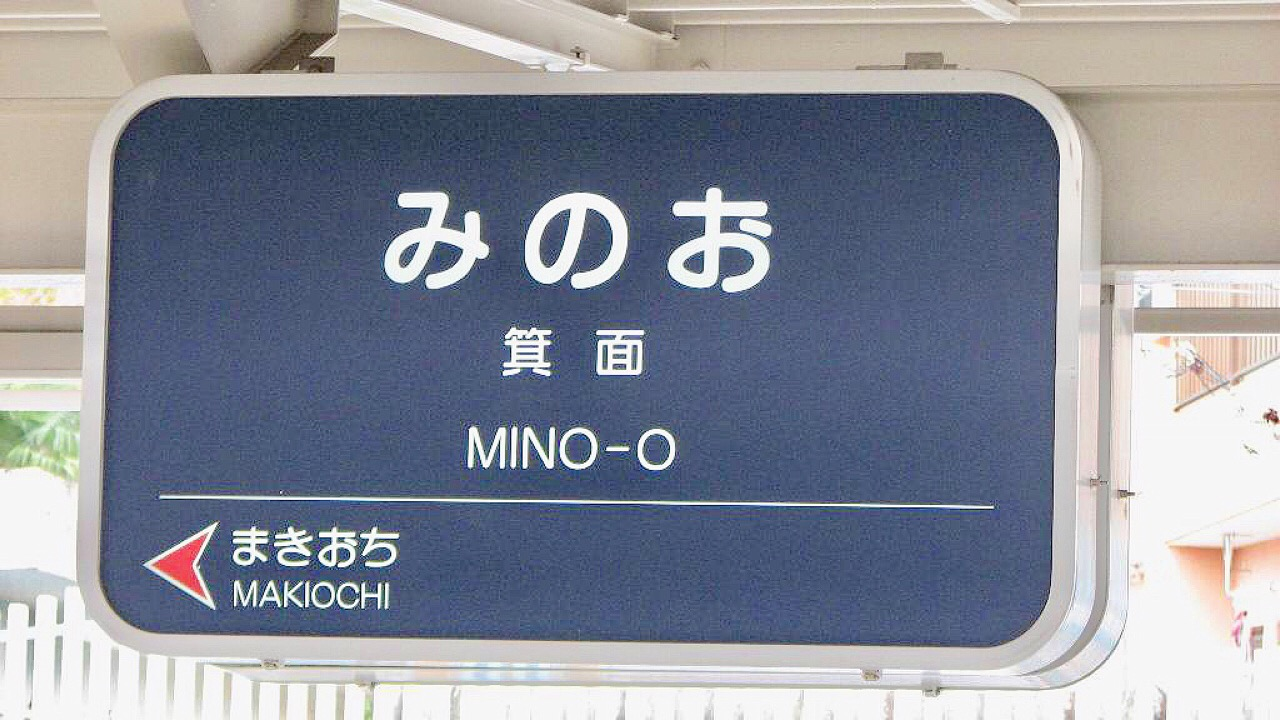
過去の駅名標。 ローマ字表記が「MINO-O」となっていた。

## 利用状況
2023年（令和5年）の通年平均における1日の乗降人員は12,734人である。阪急電鉄の駅では小林駅に次いで第56位。
近年の特定日における1日の乗降・乗車人員数の推移は下表の通り。
| 年度   | 特定日   | 特定日   | 出典   |
| 年度   | 乗降人員 | 乗車人員 | 出典   |
| ------ | -------- | -------- | ------ |
| 1995年 | 19,026   | 9,775    | [ 10 ] |
| 1996年 | 27,960   | 13,759   | [ 11 ] |
| 1997年 | 30,255   | 15,003   | [ 12 ] |
| 1998年 | 22,905   | 11,584   | [ 13 ] |
| 1999年 | -        | -        |        |
| 2000年 | 21,799   | 10,901   | [ 14 ] |
| 2001年 | 21,513   | 10,751   | [ 15 ] |
| 2002年 | 20,896   | 10,491   | [ 16 ] |
| 2003年 | 17,480   | 8,722    | [ 17 ] |
| 2004年 | 19,207   | 9,569    | [ 18 ] |
| 2005年 | 18,489   | 9,226    | [ 19 ] |
| 2006年 | 17,684   | 8,810    | [ 20 ] |
| 2007年 | 18,081   | 9,059    | [ 21 ] |
| 2008年 | 17,357   | 8,696    | [ 22 ] |
| 2009年 | 16,530   | 8,291    | [ 23 ] |
| 2010年 | 16,636   | 8,267    | [ 24 ] |
| 2011年 | 16,697   | 8,300    | [ 25 ] |
| 2012年 | 16,978   | 8,416    | [ 26 ] |
| 2013年 | 17,724   | 8,790    | [ 27 ] |
| 2014年 | 17,012   | 8,468    | [ 28 ] |
| 2015年 | 18,628   | 9,273    | [ 29 ] |
| 2016年 | 18,467   | 9,127    | [ 30 ] |
| 2017年 | 16,669   | 8,269    | [ 31 ] |
| 2018年 | 17,331   | 8,629    | [ 32 ] |
| 2019年 | 17,149   | 8,541    | [ 33 ] |

## 駅周辺
駅の西側を 箕面川が流れている。
駅の改札口を出て北側が、箕面滝へと向かう道であり、途中、 箕面温泉 （当駅より滝道経由で約300メートル、徒歩5分）や、 箕面公園昆虫館 （当駅より滝道経由で約800メートル、徒歩10分）、 瀧安寺（当駅より滝道経由で約1キロメートル、徒歩15分）が存在している。駅の東側を少し行くと大阪府道9号箕面池田線の箕面2丁目交差点である。
- 箕面市立郷土資料館 - 東へ徒歩2分。
- 明治の森箕面国定公園 - 紅葉と滝の名所、箕面滝へは滝道経由で約2.7キロメートル（徒歩約40分）。
- 箕面郵便局
  - ゆうちょ銀行箕面店
- 箕面新稲郵便局
- 北おおさか信用金庫 箕面中央支店
- 大阪府箕面警察署
- 芦原公園
- 箕面市立中央図書館
- 箕面市立メイプルホール
- 箕面市立第一総合運動場市民体育館
- 大阪青山大学（箕面キャンパス）
- アサンプション国際小学校・中学校・高等学校
- アサンプション国際幼稚園
- 箕面学園福祉保育専門学校（箕面キャンパス）
- 箕面学園高等学校
- 箕面学園附属幼稚園
- 昆虫科学教育館
- 大江戸温泉物語 箕面観光ホテル
- 寒山寺

なお、勝尾寺へは当駅より北東方向へ6.5キロメートル（徒歩で2時間近くかかる）であるため、北千里駅・千里中央駅・箕面萱野駅から阪急バス29系統または箕面萱野駅から直行の阪急バス30系統の利用が至便である。以前は日・祝日限定で、当駅より直通バスも運行されていたが、利用客僅少により短期間で廃止された。

## バス路線
駅前ロータリーに阪急バス「阪急箕面駅」とオレンジゆずるバス「箕面駅」バス停があり、以下の路線が乗り入れる。

### 阪急バス

#### 2番のりば
- 箕面山麓線
  - 36系統：間谷住宅方面（箕面萱野駅・粟生団地経由）
  - 36系統：箕面萱野駅行
- 彩都線
  - 22系統：彩都粟生北方面（箕面萱野駅・粟生団地・彩都西駅経由）
  - 23系統：彩都西駅行（箕面萱野駅・彩都粟生南経由）

### オレンジゆずるバス

#### 3番のりば
- 赤ルート（西部北・東部中循環）
- 青ルート（中部・東部北循環）
- 黄ルート（西部南・東部南循環）
- 緑ルート（箕面駅・箕面萱野駅往復）

※詳しいルートは路線図（バスマップ）を参照

## 隣の駅

### 阪急電鉄
■箕面線
牧落駅 (HK-58) - 箕面駅 (HK-59)